# Pachyrhinosaurus
Pachyrhinosaurus este un gen de dinozauri.
Avea un pinten osos plat și cu margini dure care se extindea pe întreaga suprafață a râtului, cu o grosime de peste 18 centimetri și se poate să fi fost acoperit de piele sau un astfel țesut.
Pachyrhinosaurus era un ceratopsid neobișnuit deoarece nu avea coarne deasupra nasului și nici a sprâncenelor, trăsătură caracteristică membrilor acestui grup, dar seamănă cu ceilalți dinozauri cu corn din alte puncte de vedere.
Unii oameni de știință au sugerat că pintenul osos se poate să fi susținut un corn format din keratină, aceeași substanță care formează coarnele rinocerilor din prezent, dar keratina nu este o substanță care să se fosilizeze, deci această teorie este greu de demonstrat.
Capul unui Pachyrhinosaurus era acoperit de țepii și spinii caracteristici. Doi spini mari și curbați orientați spre spate ieșeau din placa osoasă cu care era protejat gâtul și capul, iar altul mai mic, orientat înainte, se afla în mijlocul plăcii chiar deasupra și între ochi.